# Боксерски клуб Партизан
Боксерски клуб Партизан је боксерски клуб из Београда, Србија.

## Историја
Основан је 1947. године и један је од удружених клубова у ЈСД Партизан. Када су 1951. године у Чикагу укрстили рукавице репрезентативци Америке и Европе, капитенску траку најбоље европске селекције носио је Павле Шовљански легенда Партизана и југословенског бокса. Мало је клубова који се као БК Партизан могу похвалити са таквим асовима као што су били Стеван Паљић, Стеван Редли, Стеван Голић, Ивица Павлић, Драган Јелесић, Светомир Белић, , Драгиша Станковић Челик ,Димић Драган, Сретен Мирковић, Милосав Поповић, Дарко Маровић...
Партизанови мајстори ринга су 80 пута освајали титуле појединачних првака, 7 титула екипног првака Југославије и 1 трофеј победника купа Југославије, а у такмичењу за „Златну рукавицу“, најзначајнији боксерски трофеј у нашој земљи, тријумфовали су пет пута.

## Успеси
- Екипни првак државе у боксу: 7 пута (1949, 1950, 1951, 1954, 1958, 1960 и 1964)
- Екипни победник купа у боксу: 1 пута (1965)